# 船橋競馬場
船橋競馬場（ふなばしけいばじょう、英：Funabashi Racecourse）は、千葉県船橋市（一部習志野市）にある地方競馬の競馬場。広報などの表記は船橋ケイバ。南関東公営競馬の一つ。SPAT4加盟競馬場。競馬の主催者は千葉県競馬組合で、土地・施設は株式会社よみうりランドから賃借している。

## 沿革

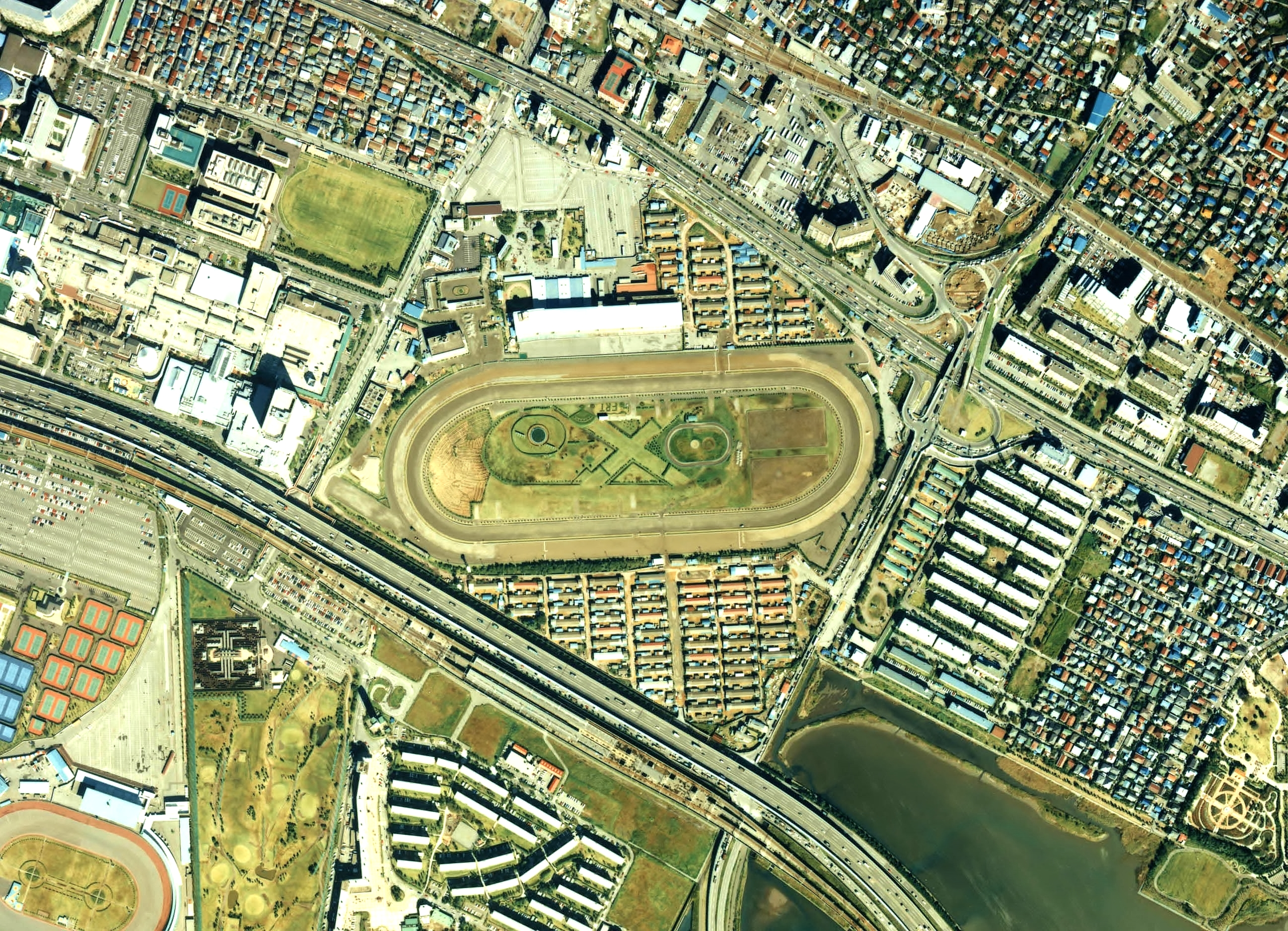
船橋競馬場付近の空中写真（1989年） ※

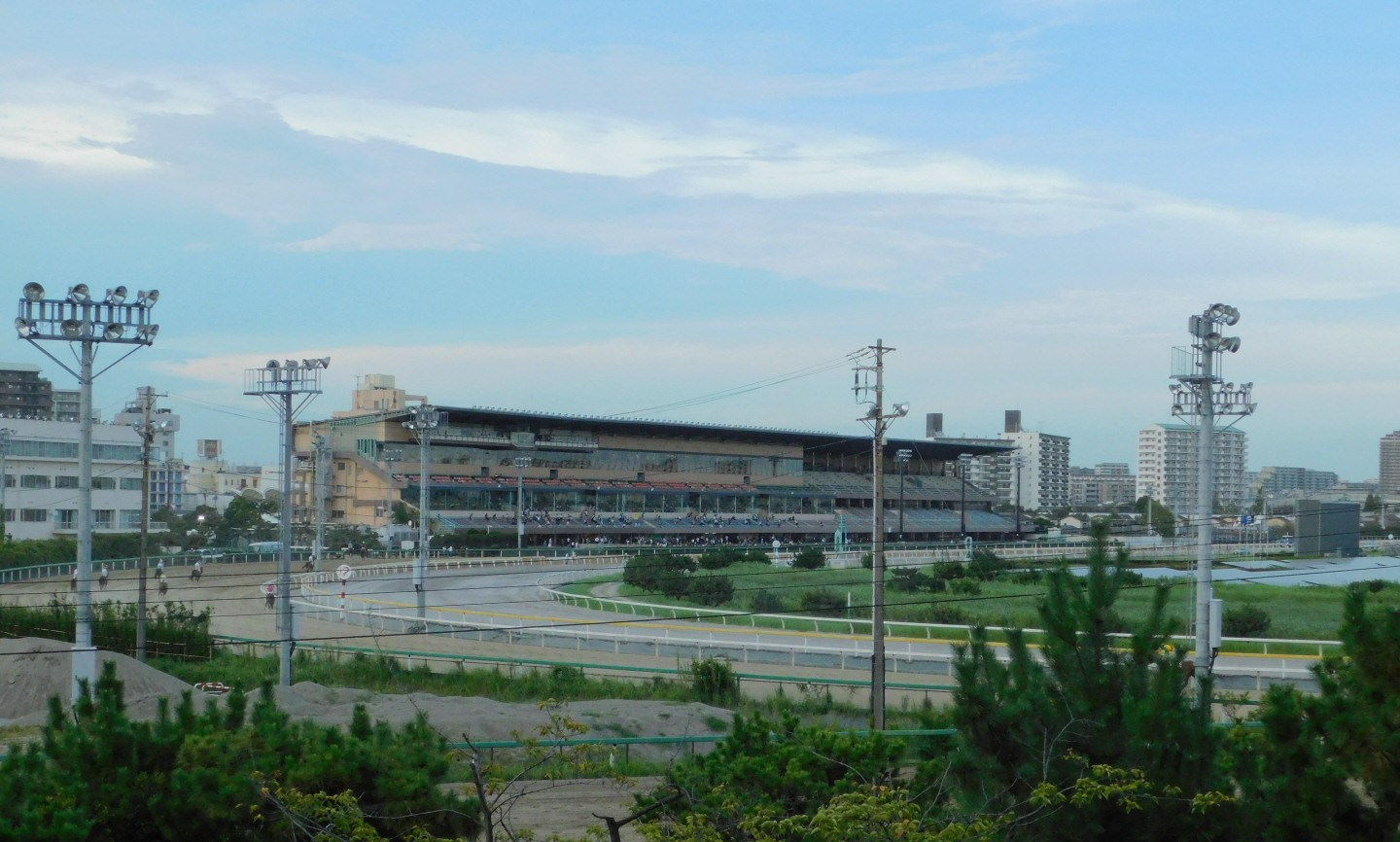
船橋競馬場旧スタンド（2019年）

- 1928年5月8日 - 千葉県柏市豊四季台に柏競馬場開場。
- 1950年
  - 8月21日 - 船橋競馬場開場。初代スタンド竣工。初レースが行われる。施設は株式会社関東競馬倶楽部（のち関東レース倶楽部→よみうりランドに改称）が所有。
  - 10月29日  - 日本初のオートレース場（船橋オートレース場）がコース内馬場に併設される。（全国初のオートレース専用走路として1周800メートルのダートコース。）
- 1952年 - 柏競馬場廃止。
- 1953年
  - 11月27日 ‐ 日本テレビが船橋競馬を中継。この中継は地方競馬としては初めてのテレビ中継となった[注釈 3]。
- 1967年 - ２代目スタンド第一期工事が竣工。
- 1968年
  - 1月11日 - コース内馬場にあった船橋オートレース場が船橋サーキット跡地に移転。
- 1969年 - ２代目スタンド第二期工事が竣工。
- 1971年
  - 8月 ‐ 2代目スタンド第三期工事が竣工。
- 1991年 - 馬場内に大型映像装置（ホースビジョン）が竣工。
- 1993年 - パドックに総合表示装置（オッズ盤）が竣工。
- 2003年 - 馬場内の大型映像装置(ホースビジョン)  と総合表示装置(オッズ盤）改修。
- 2006年3月14日 - 場内の放送設備が故障し復旧の見通しが立たず全11レースが中止。
- 2010年11月3日-第10回ジャパンブリーディングファームズカップ（JBC）が船橋競馬場で開催される。
- 2011年 - 東北地方太平洋沖地震（東日本大震災）で馬場に亀裂や液状化現象が発生したため、2開催連続で開催を中止[1]。
- 2013年
  - 5月 ‐ 新投票所（9月公募で名称「アタリーナ」に決定）完成[注釈 4]。
  - 10月 ‐ 馬場内に太陽光発電施設設置[2]。
- 2014年6月1日 - 重勝式勝馬投票券のトリプル馬単（SPAT4 LOTO）を発売開始。購入はインターネット限定[3] 。
- 2015年6月15日 - ナイター競走（ハートビートナイター）を開始[4] 。
- 2017年
  - 3月 ‐ 馬場内に、新型の大型映像装置が竣工[注釈 5]。

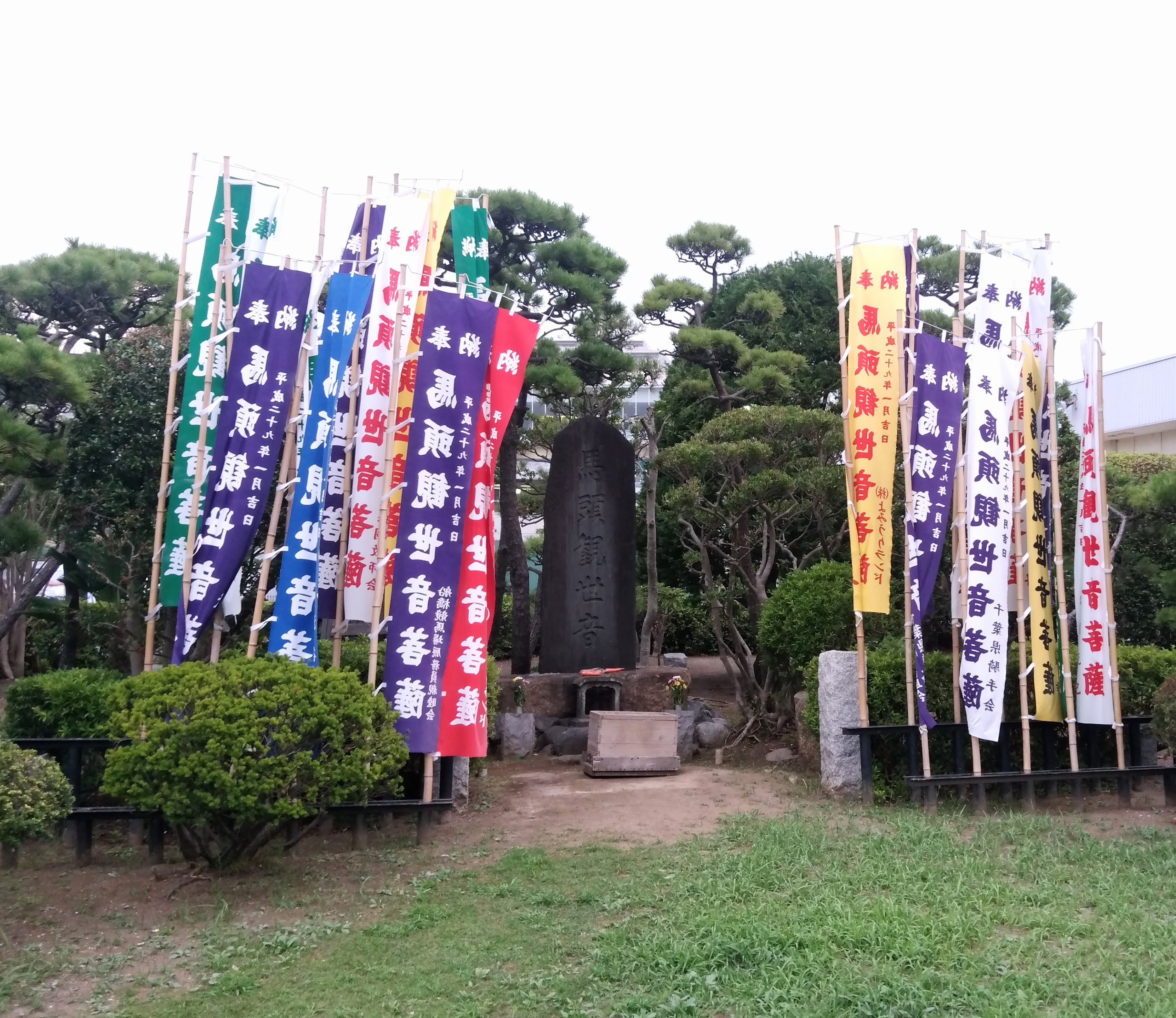
柏競馬場から移設された船橋競馬場の馬頭観音碑
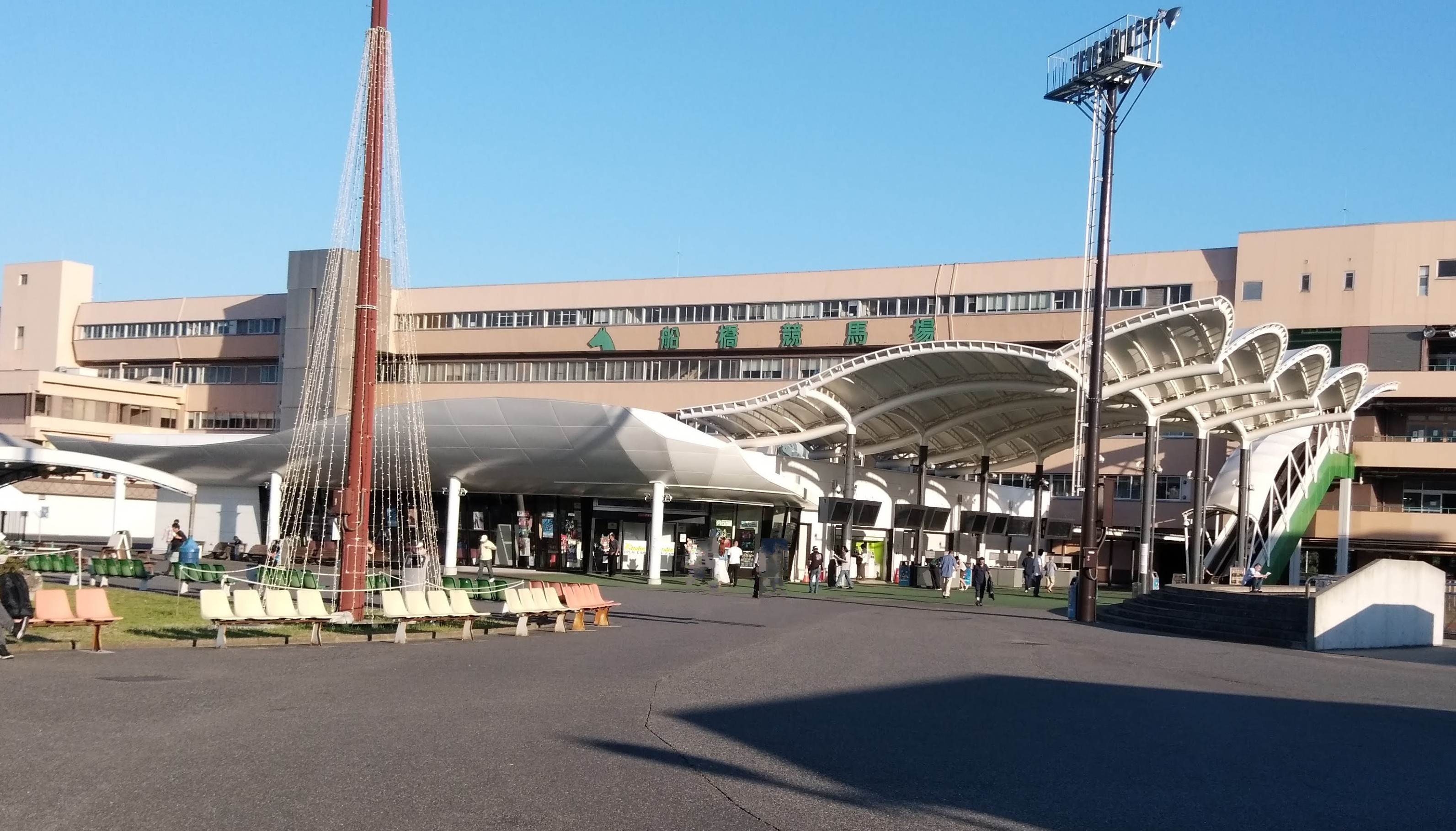
投票所 アタリーナ（解体済み）
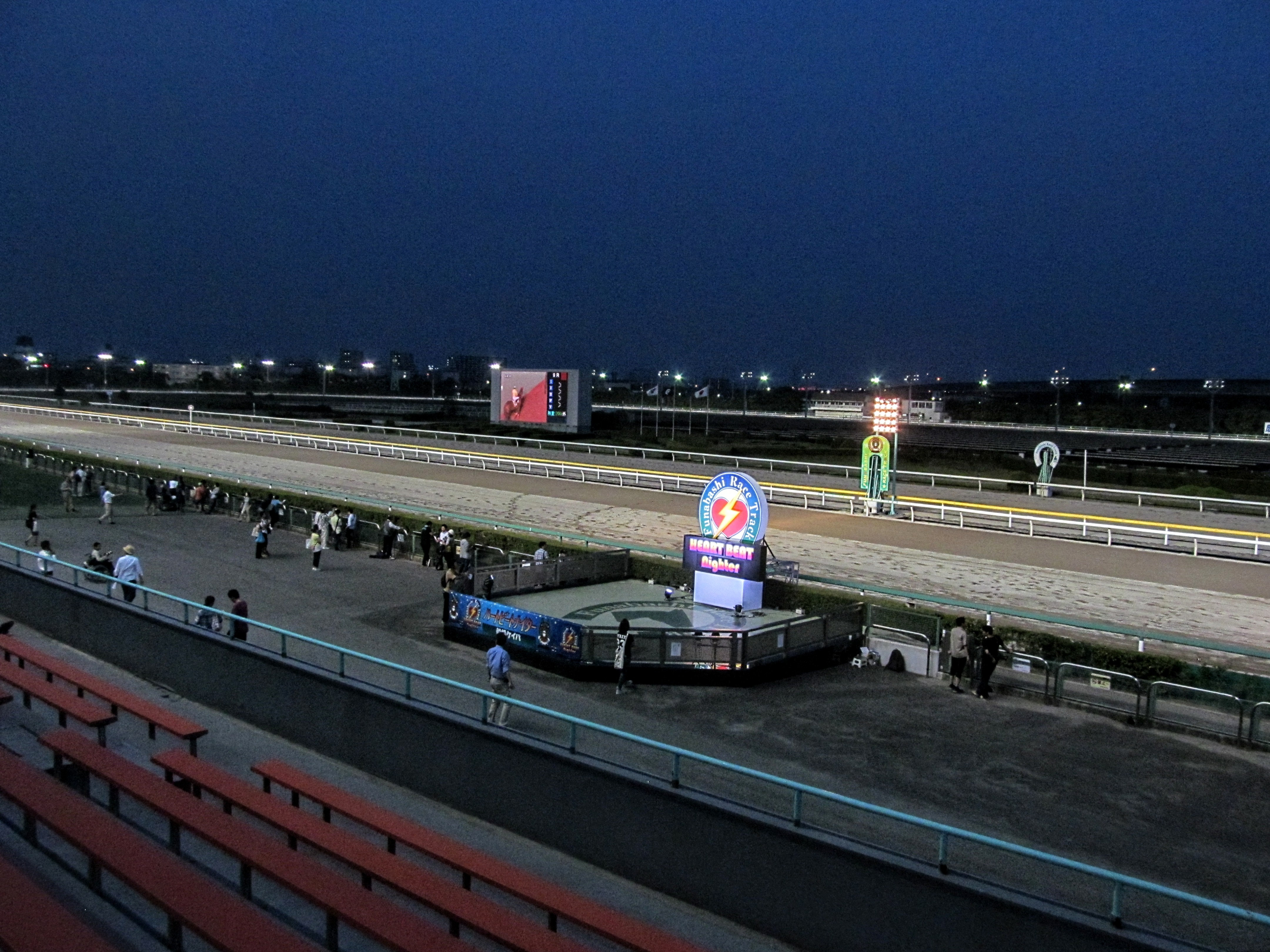
ナイター競走（ハートビートナイター）開催初日（2015年6月15日）
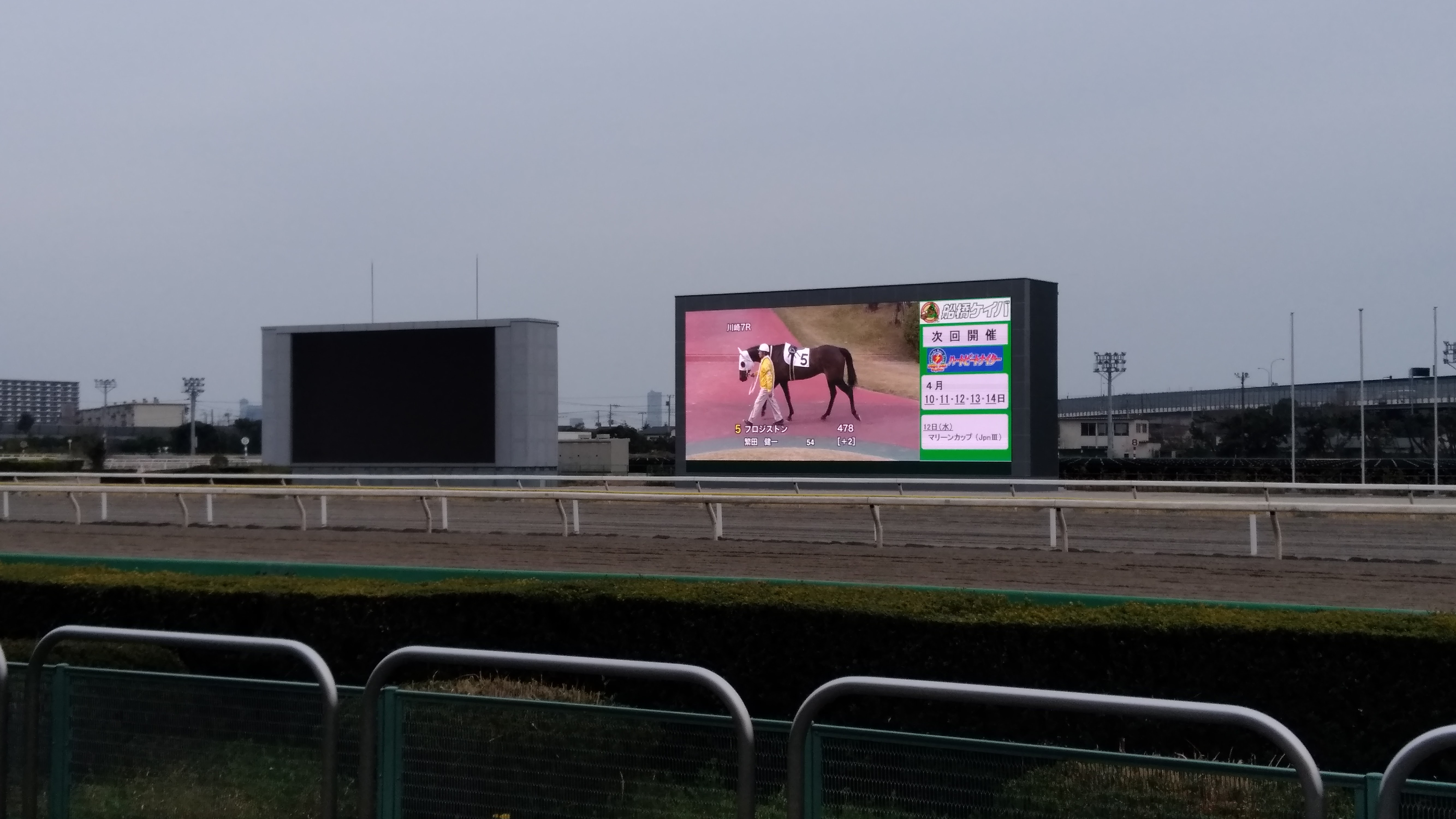
馬場内に設置された新型の大型映像装置 ※右が旧大型映像装置
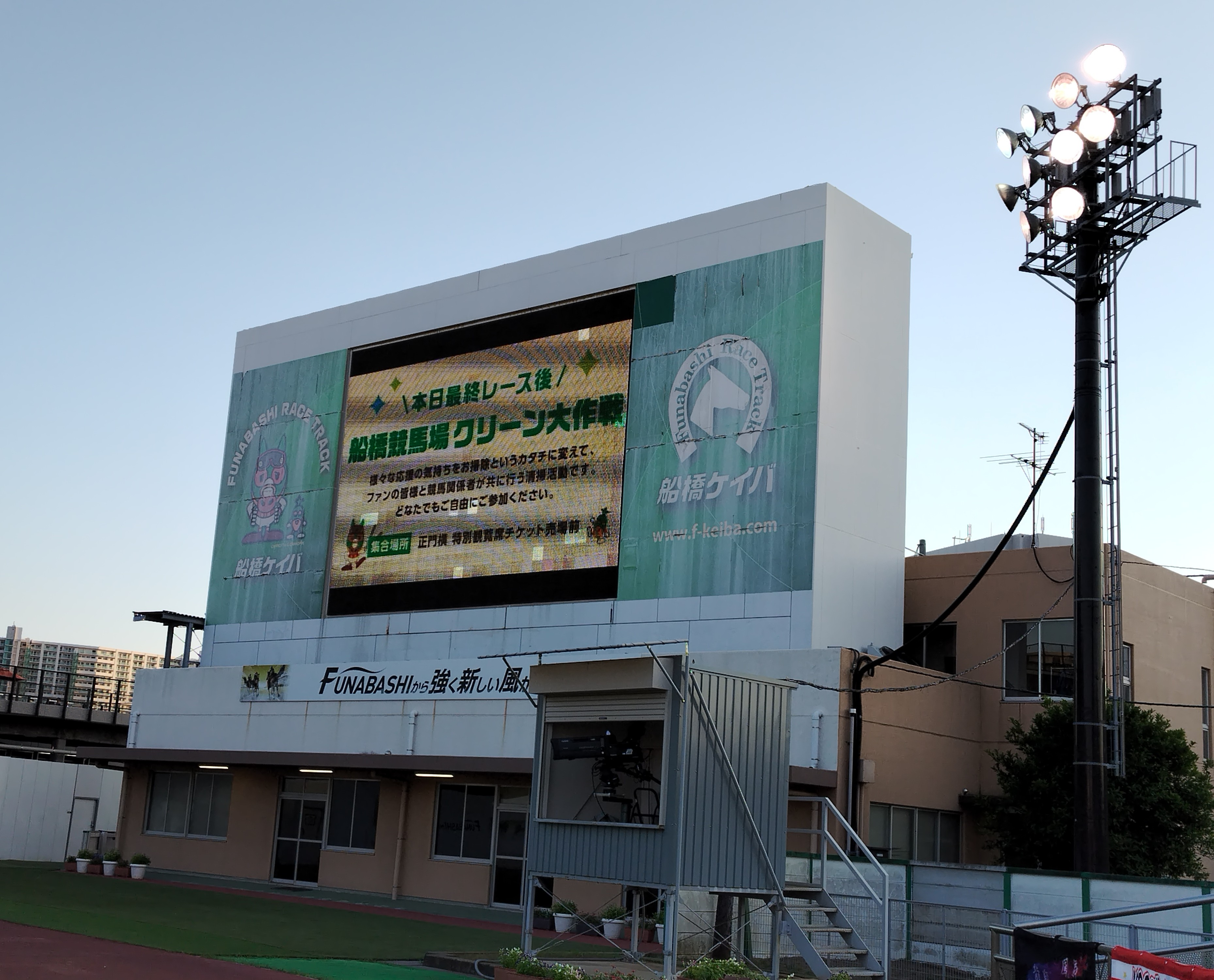
改修後の総合表示装置・[オッズ盤]（解体済み）

### 大規模改修の実施へ

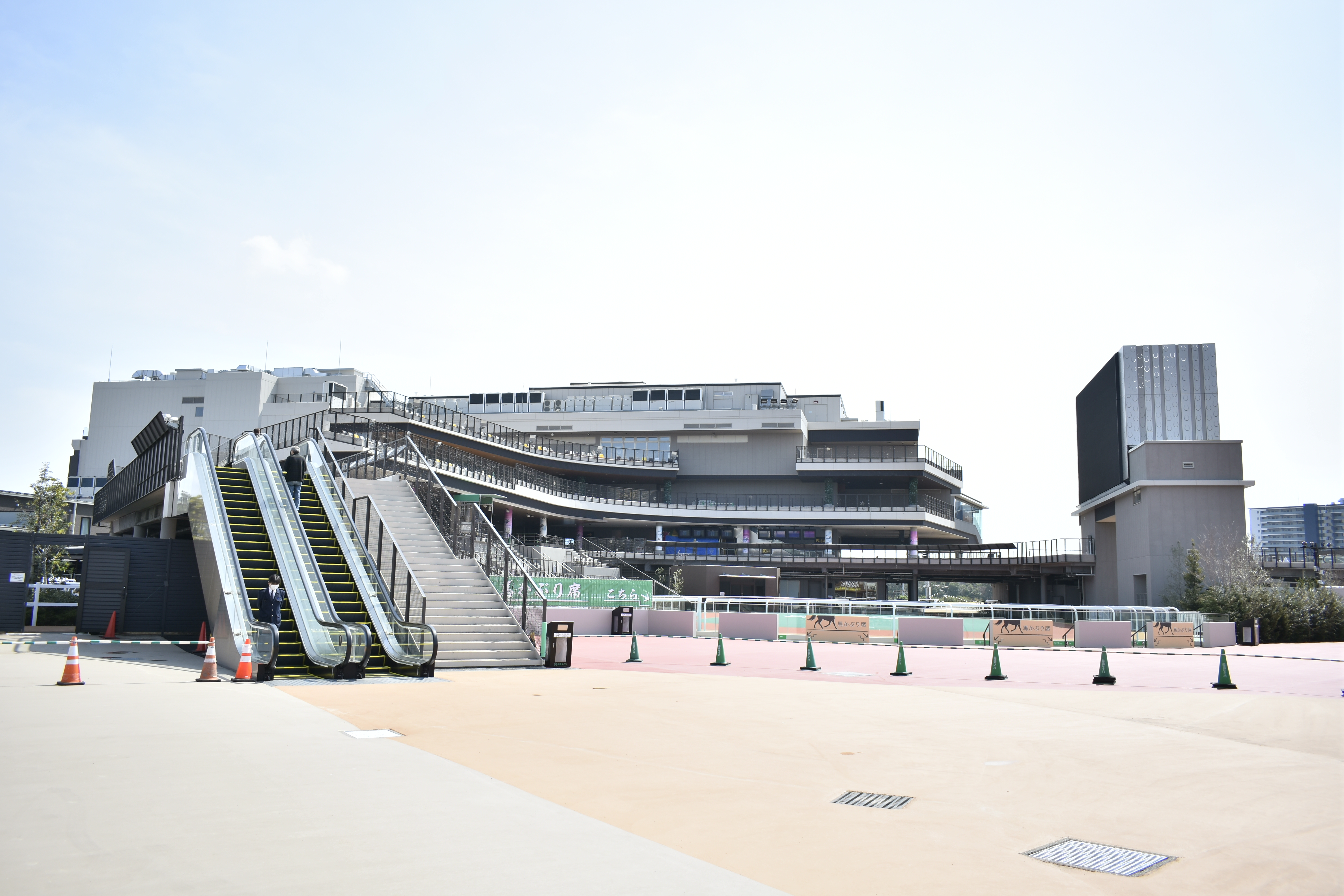
改修後のスタンドおよびパドック。

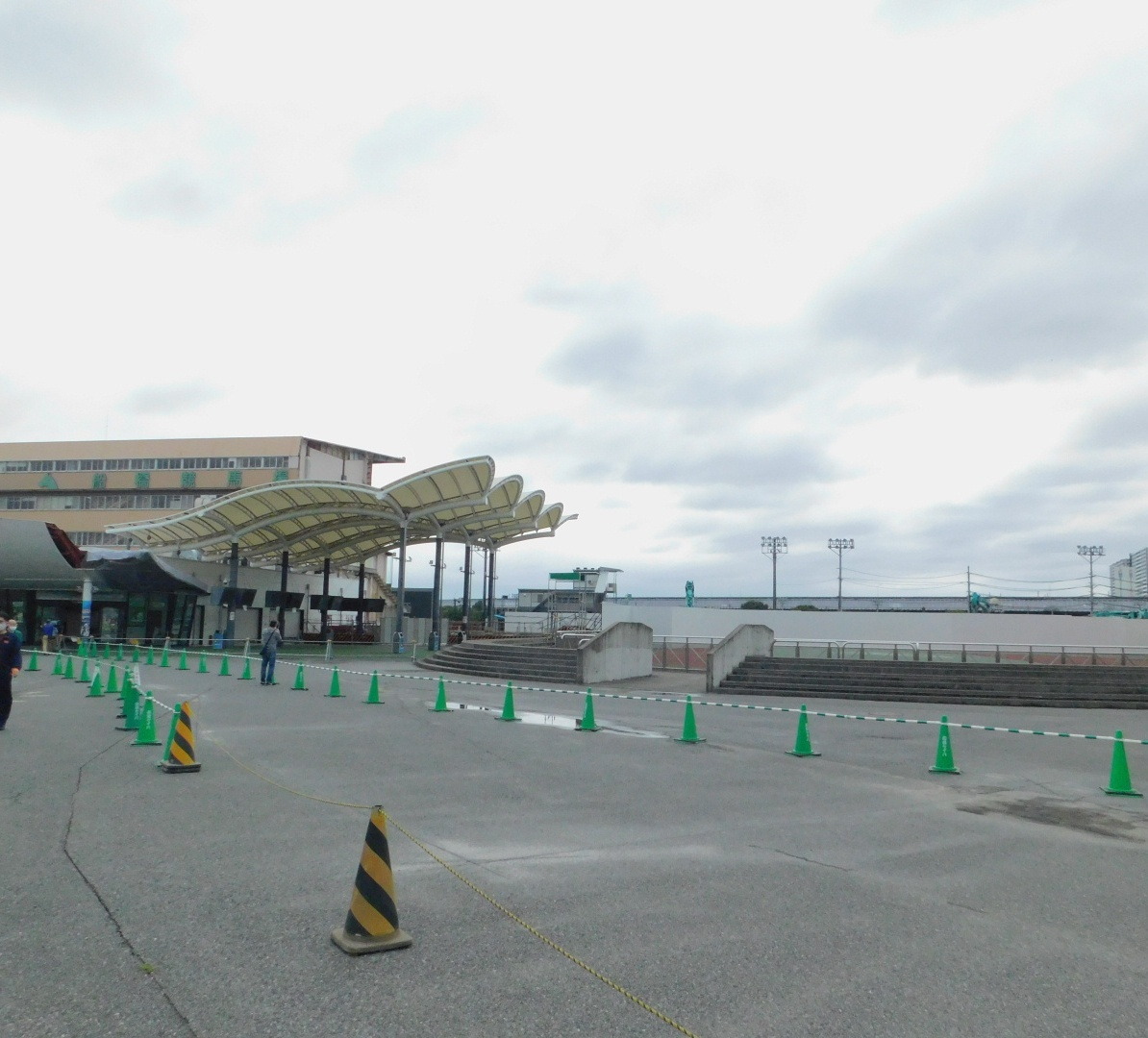
旧スタンド半分の解体工事が終わった直後の船橋競馬場。

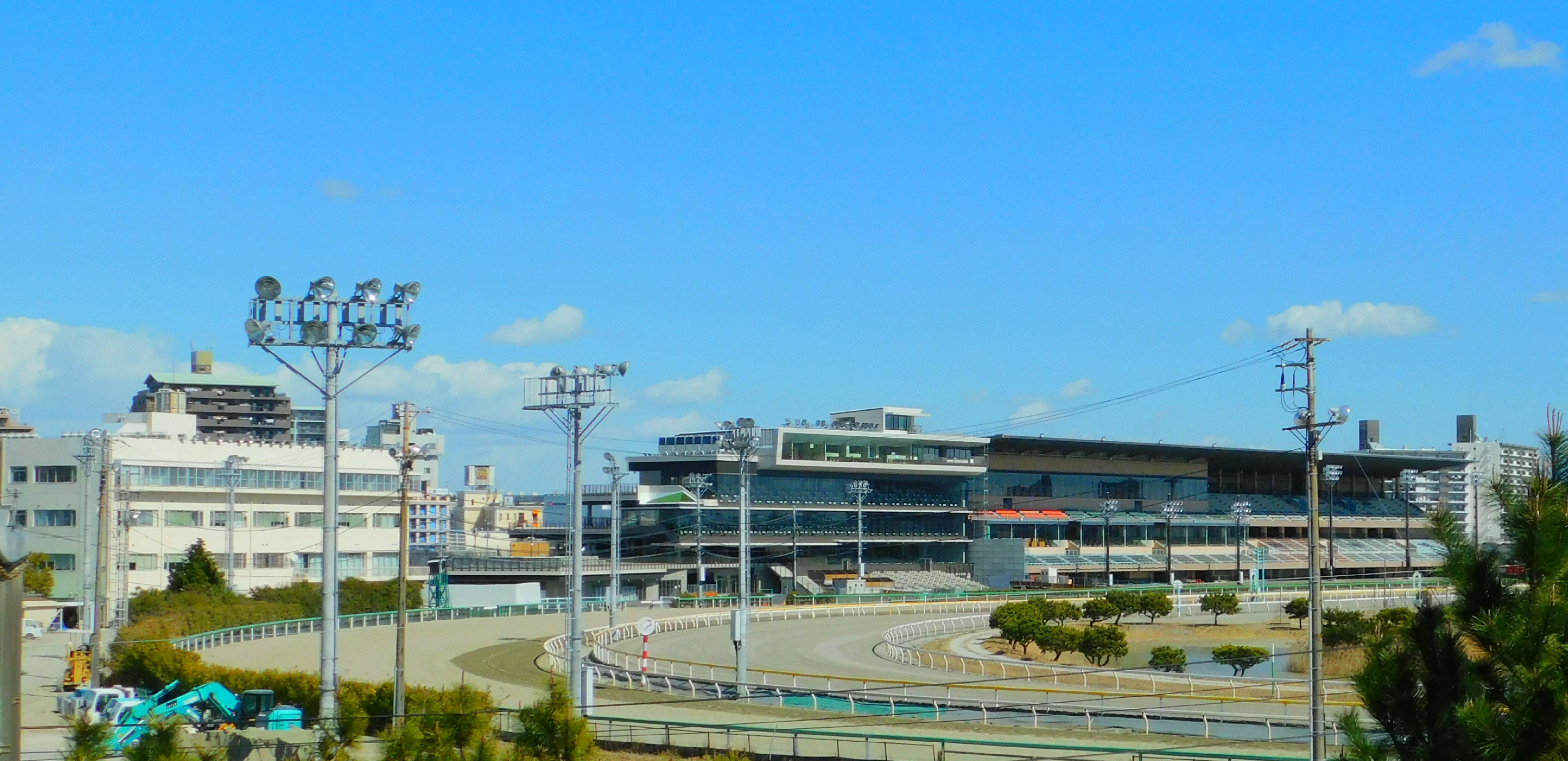
船橋競馬場新スタンドA棟完成直後の船橋競馬場。

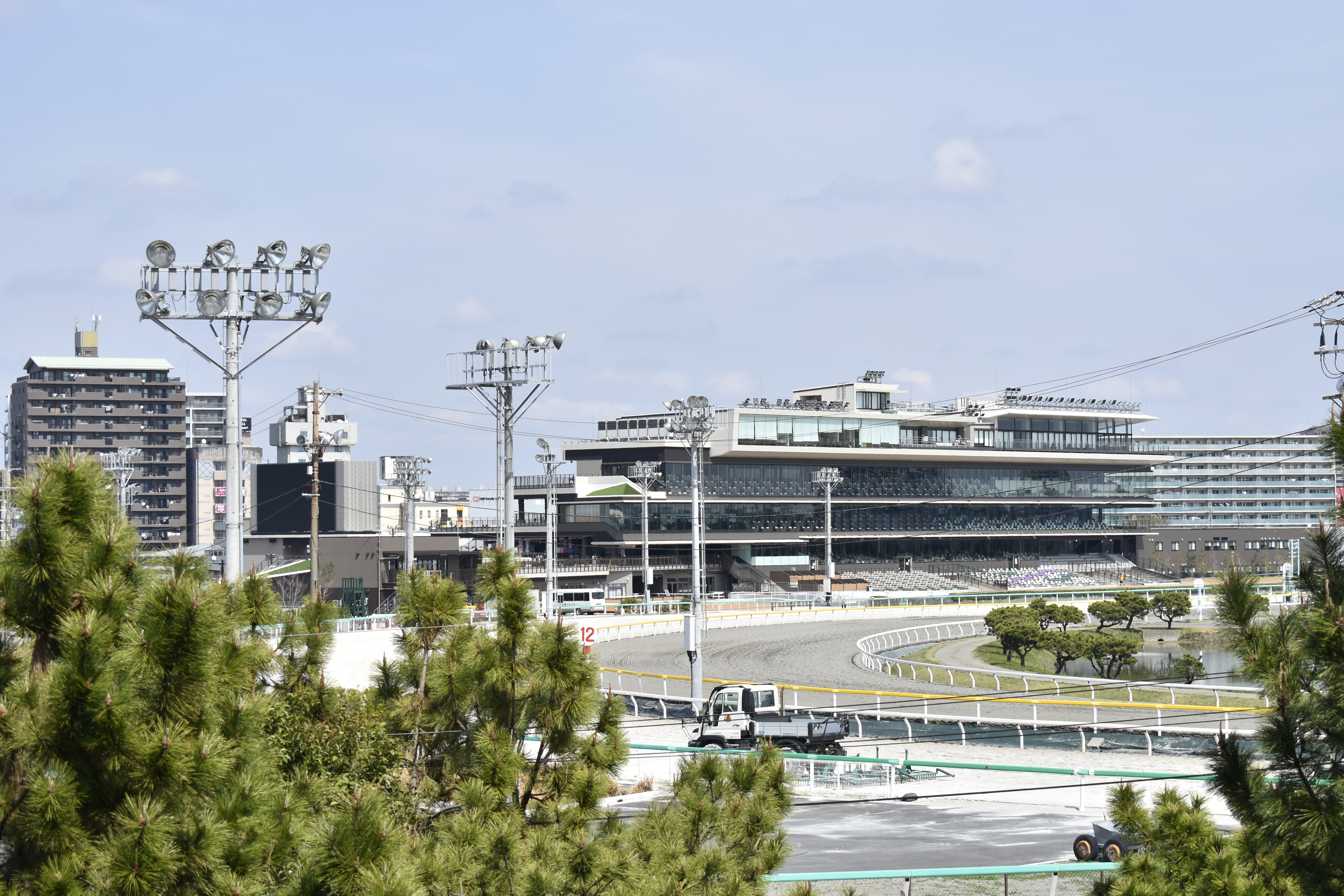
改修後のスタンド遠景。（2025年）

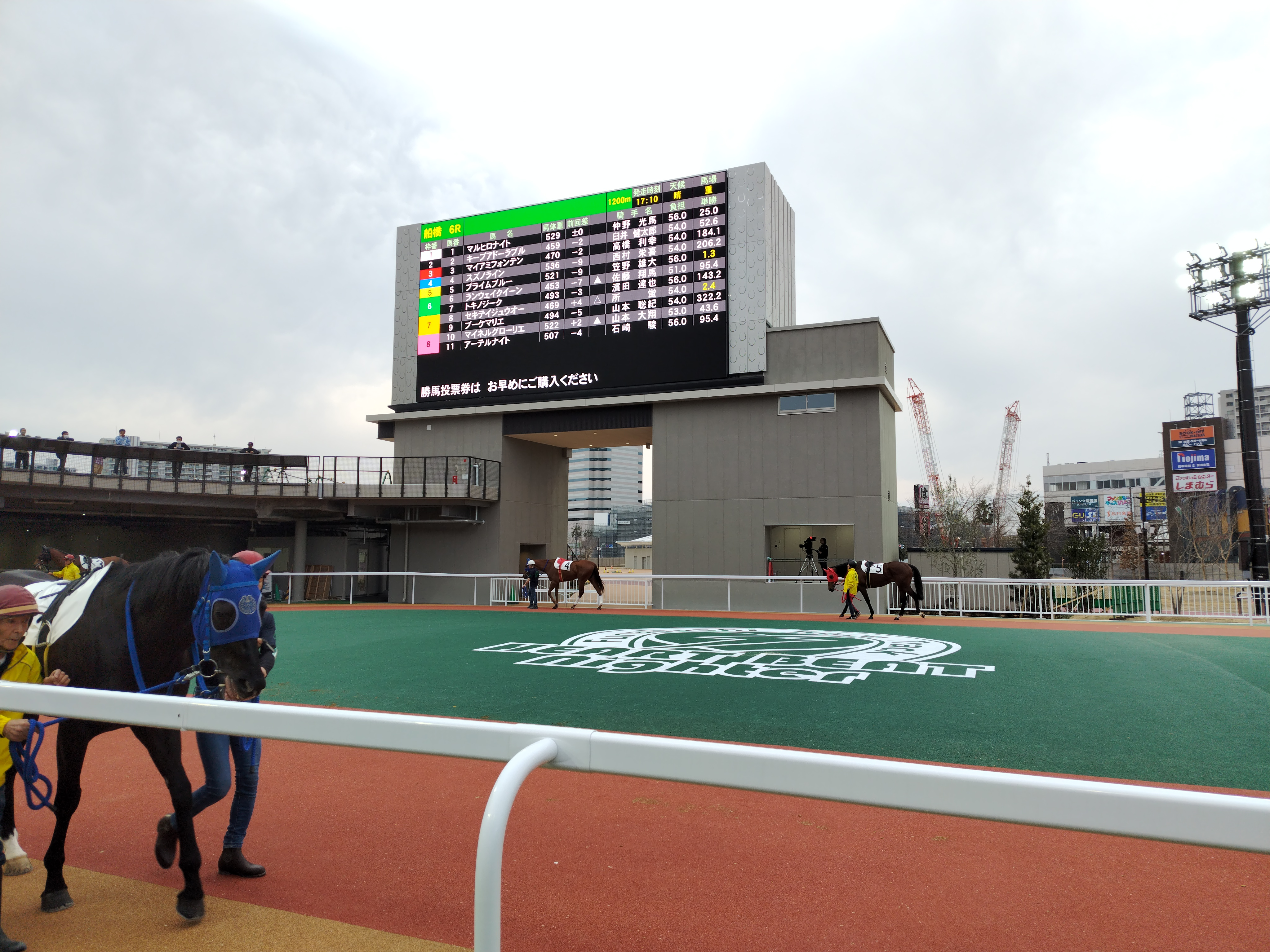
新パドックビジョン。

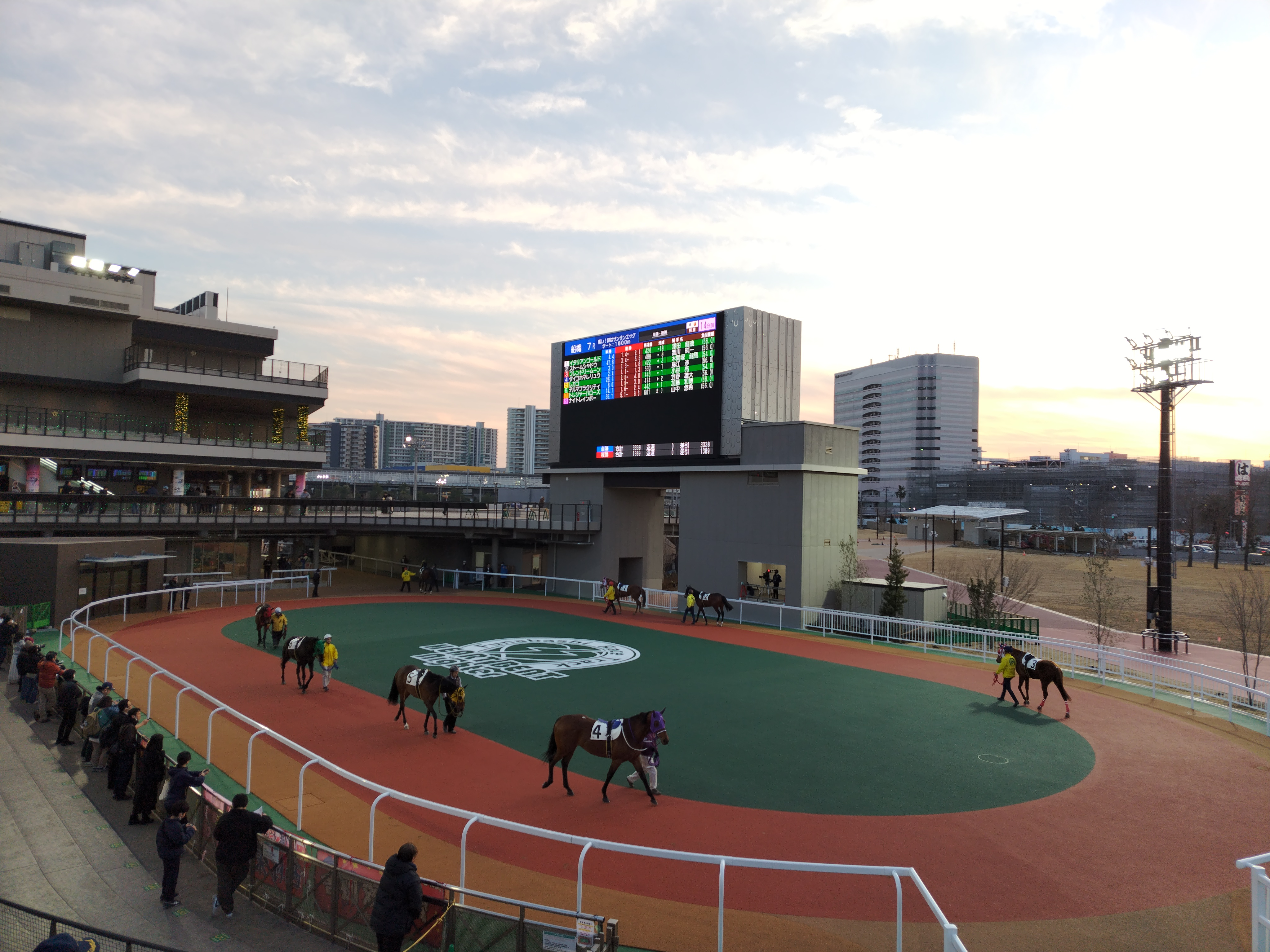
改修後のパドック。

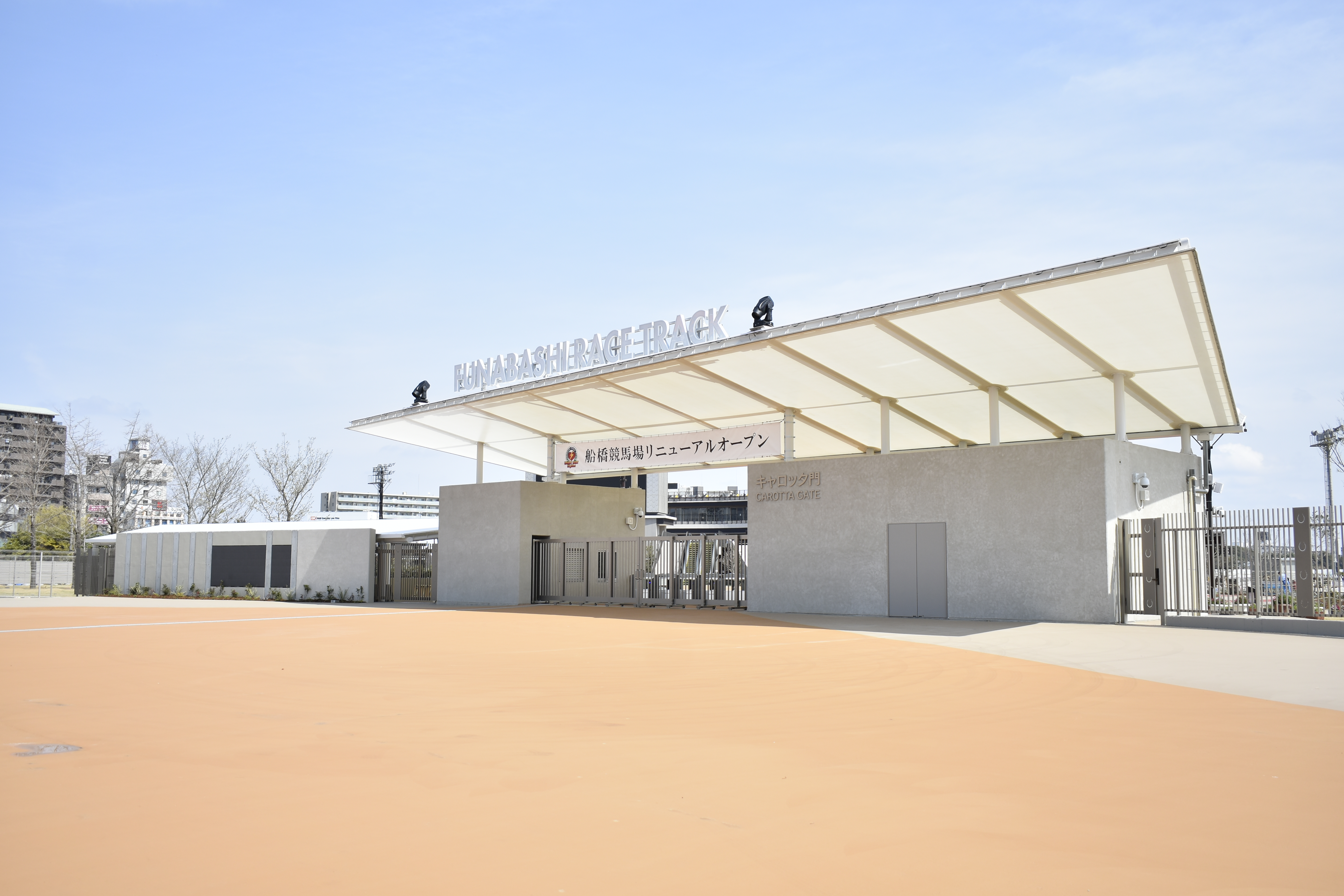
キャロッタ門。

- 2019年3月27日 - 施設所有者のよみうりランドが約100億円を投じる改修計画を発表（後述）[5]。
- 2020年
  - 2月27日 - 新型コロナウイルス(COVID-19)の政府による多数の観客が集まるイベントの開催自粛要請を受け、船橋競馬場での場外馬券発売を休止。
  - 3月 - 新型コロナウイルスの感染拡大防止のため、この開催から無観客競馬で開催[注釈 6]。
  - 5月 ‐ 大規模改修工事が開始。
  - 6月19日 - 1～5レースが場内放送設備の不具合により、実況放送や審議放送が出来なくなったため、公正な競馬の提供ができないとの判断から競走が取り止めになる（代替開催はなし）。
  - 8月26日 ‐ 船橋競馬所属騎手数名から、新型コロナウイルスの感染が確認されたため、8月31日から9月4日まで予定されていた、第6回船橋競馬開催が全て取り止めとなる[注釈 7]。
  - 9月末 - 旧スタンド半分の解体工事が完了。
  - 12月 ‐ 新スタンドA棟建設工事着工。
- 2021年11月3日 ‐ JBC金沢で、船橋競馬所属のミューチャリー号が地方競馬所属馬として、史上初めてJBCクラシックを制覇。
- 2022年
  - 2月14日 - 新スタンドA棟完成。
  - 2月20日 - 新スタンドA棟での営業開始[注釈 8]。
  - 3月21日 - 新スタンドA棟での有観客を入れての船橋競馬開催が再開（滞留人数3000人、2024年4月まで）。
  - 3月28日 - 南関東地方競馬の場外馬券発売再開。
  - 7月 - 新スタンドA棟完成後にも残っていた、船橋競馬場旧スタンド解体工事が全部完了。
  - 11月 - 本馬場の砂・路盤材の全面入替を実施したことを発表（前述）。
- 2023年
  - 2月 ‐ 新スタンドB棟建設工事着工。
- 2024年
  - 2月5日 ‐ 降雪による馬場コンディション悪化に伴い、第3競走以降が取り止めとなる[注釈 9]。
  - 4月29日 ‐ 新スタンドB棟完成[6][7]。
  - 5月27日 ‐ 新しい装鞍所と後検量所が完成・使用開始。
  - 6月 - 12月 ‐ 6月から船橋競馬場西側の改修工事着工。西側にあった旧パドックビジョン（総合表示装置・オッズ盤）兼騎手待機所・旧装鞍所・旧千葉県競馬組合事務棟の建物が、6月〜12月初旬にかけて順次解体される。
  - 10月 - 11月 - 10月から新パドックビジョン、11月から新入場門と新入場門周りの建設工事が着工。
- 2025年
  - 3月10日 - 新パドックビジョン竣工。
  - 3月31日 - リニューアルオープン。新入場門（キャロッタ門）竣工。

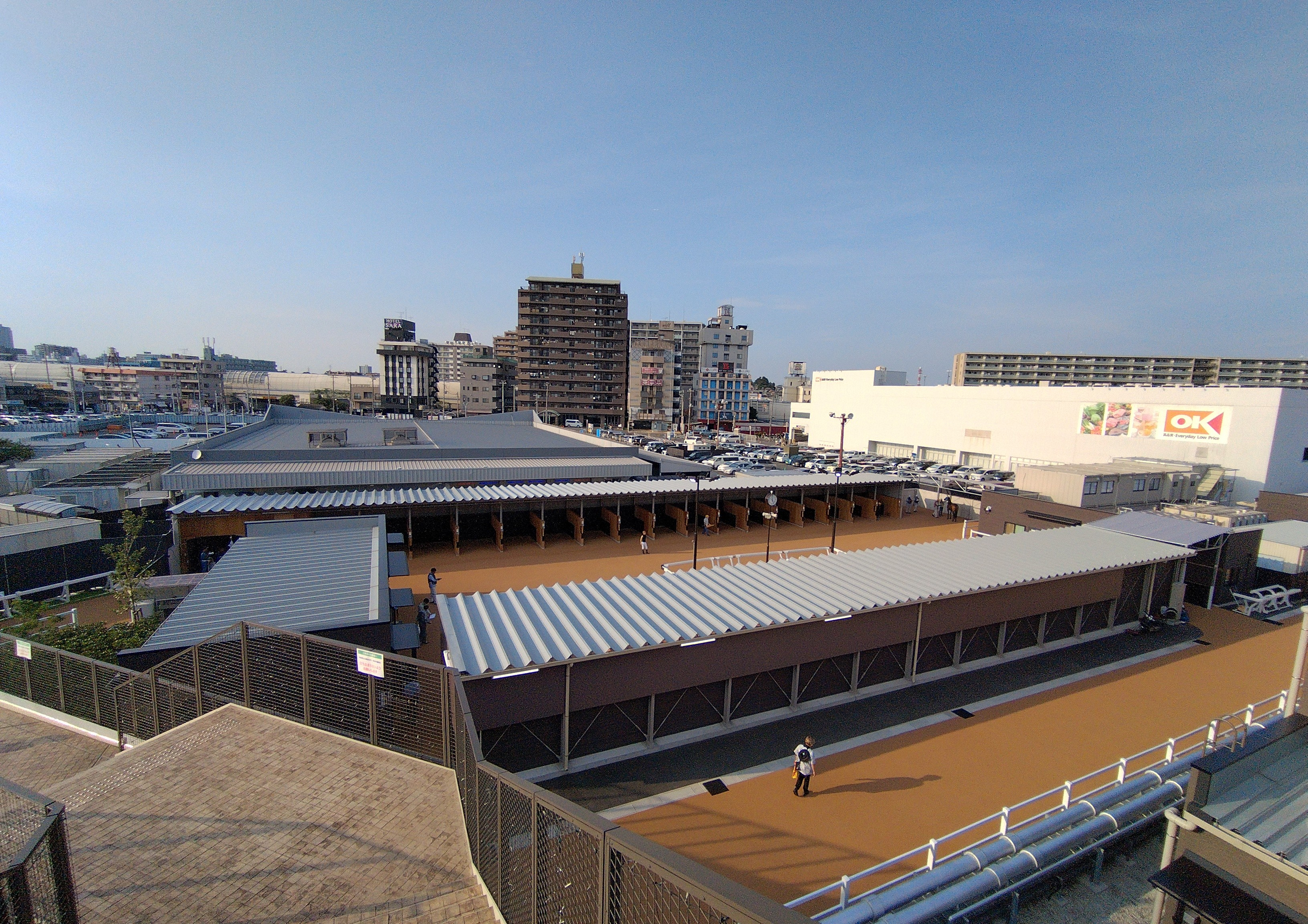
新たな新装鞍所
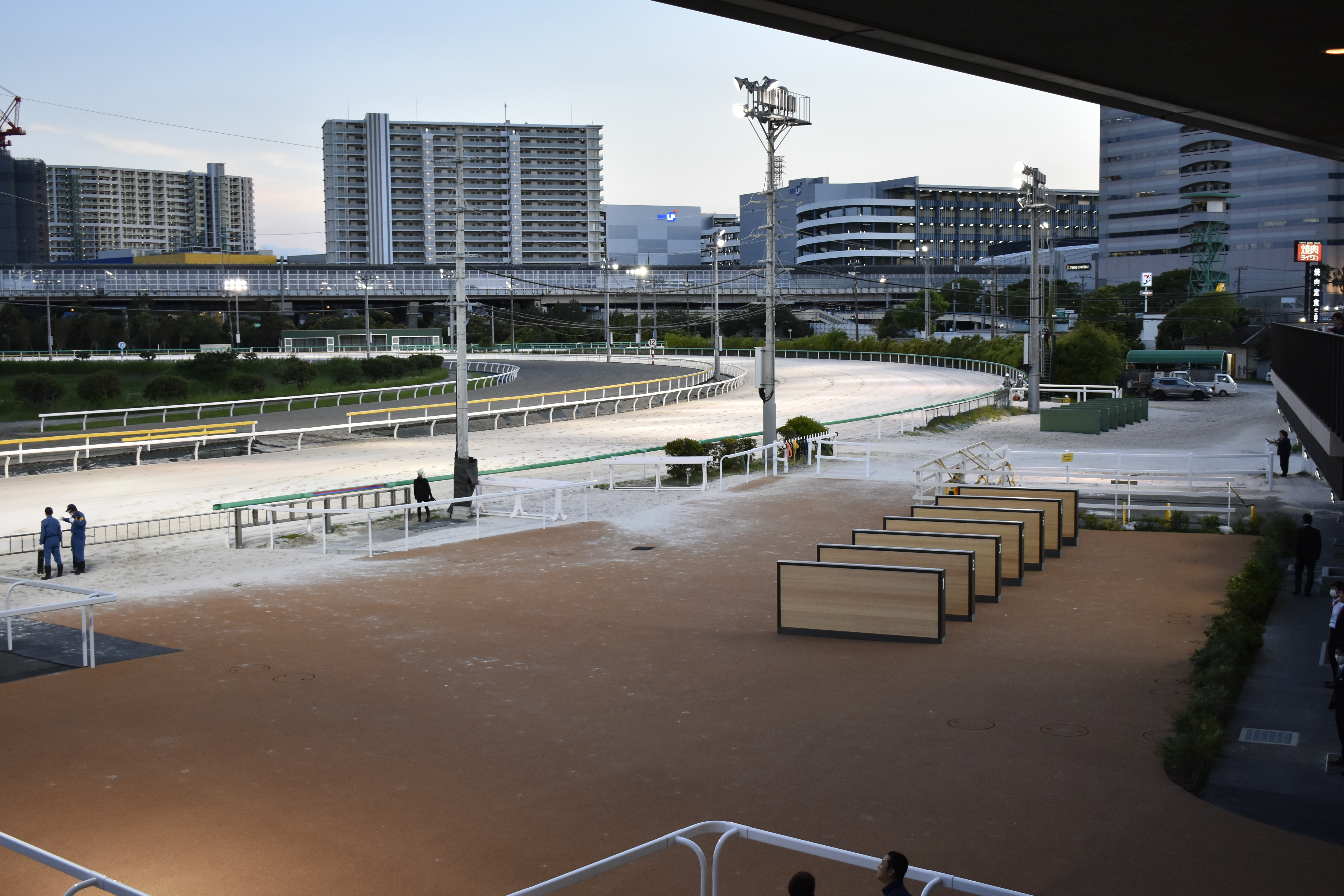
新たな後検量所

## コース概要

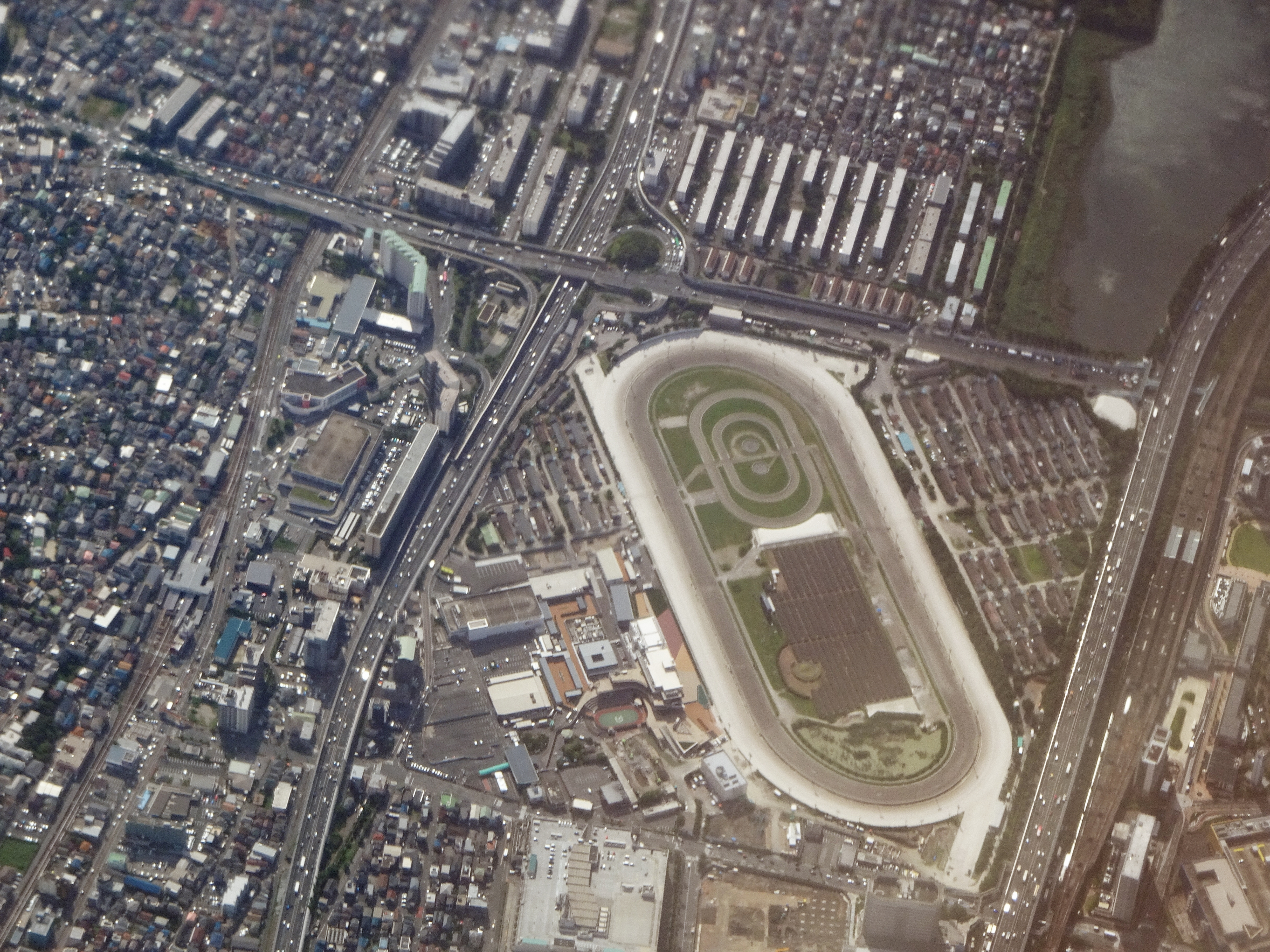
船橋競馬場の空撮（2024年）

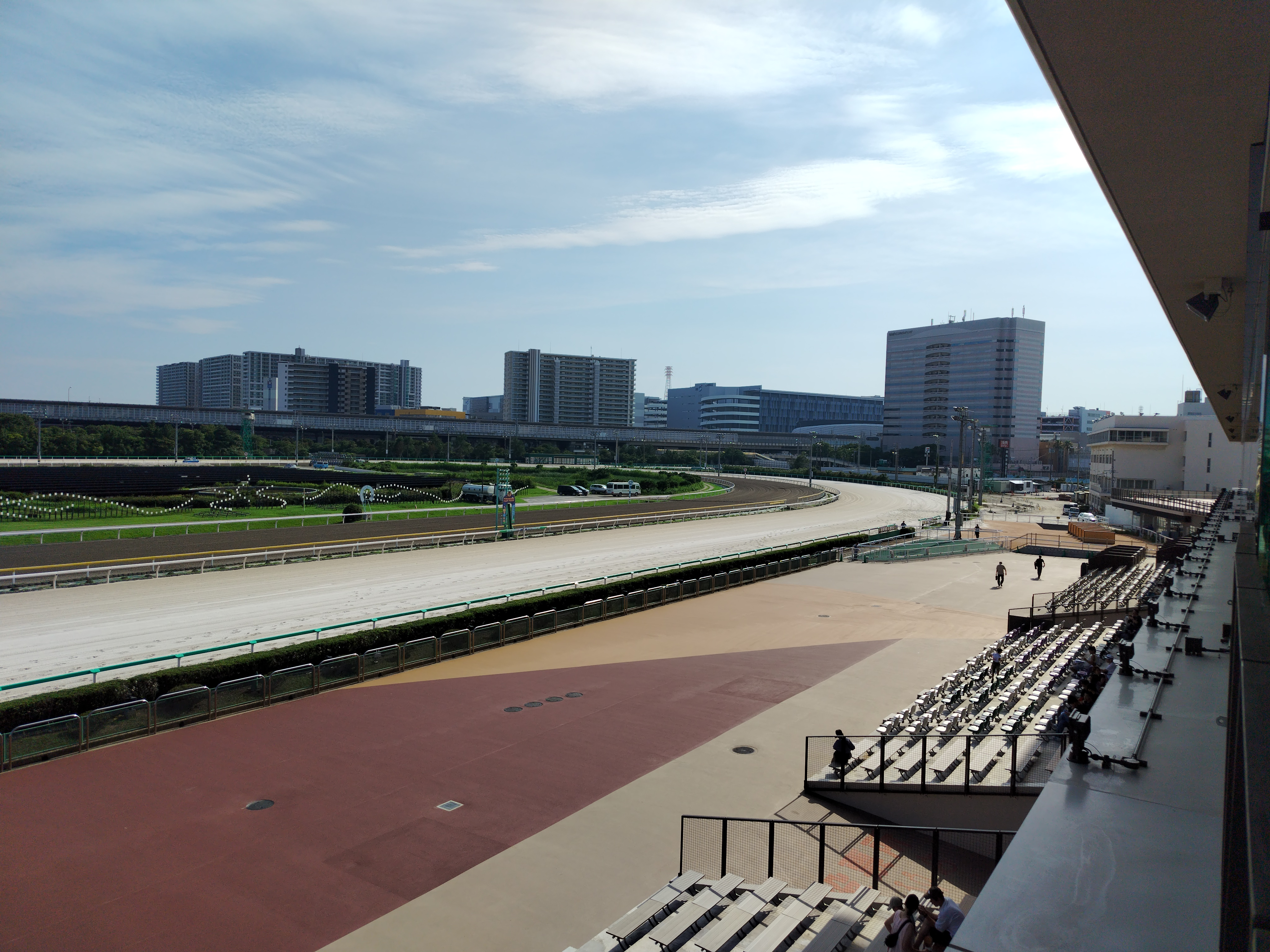
1コーナー側ダートコース

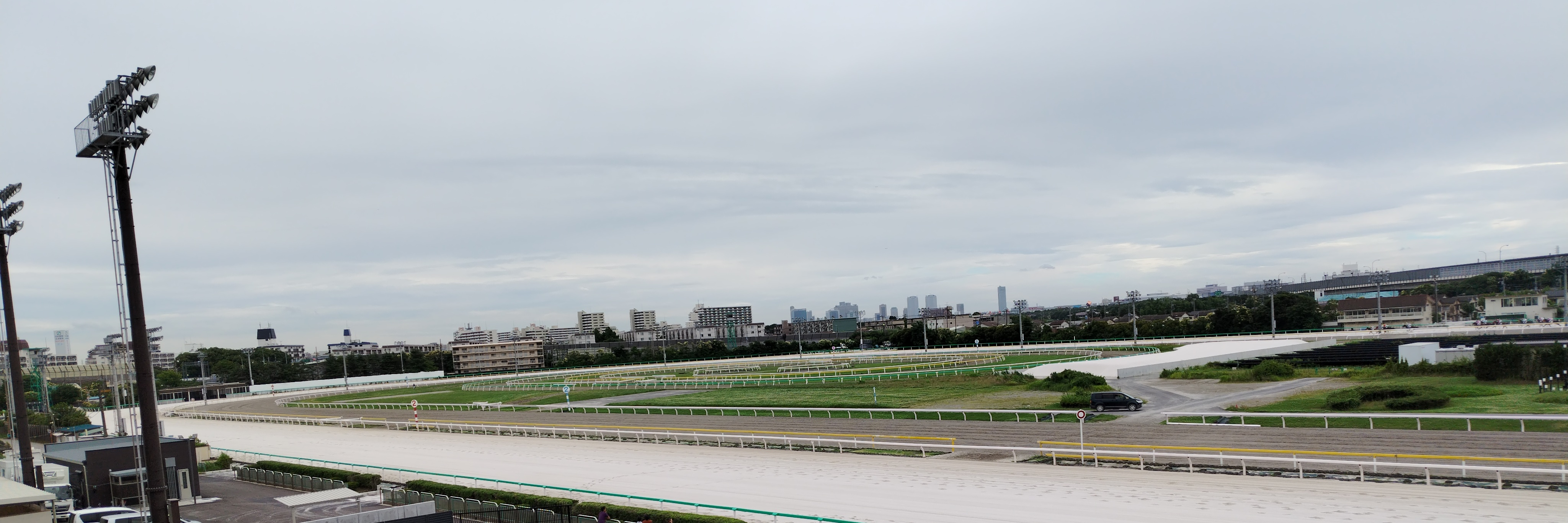
4コーナー側ダートコース

- 馬場：左回りで、1周1,400メートルの外コースと、1,250メートルの内コースからなる。スパイラルカーブを採用している[8]。
  - コーナーの内外に高低差を付けることにより、各馬の有利・不利をなくしている。また、騎手から「非常に乗りやすいコース」と評価されている[9]。
  - コース（レースで使用する外回り）で使用する砂は、2022年10月まで、宮城県の山砂を使用していたが、同11月以後、路盤材（表層部10cmの山砂）を含め全面的に入れ替えを行い、路盤材は山口県の石灰石ダストを利用したもの、クッション砂本体はオーストラリアの陸砂に入れ替えた。東日本大震災等による路盤面の高さの変化や、堆積したセット層などにより水はけが悪くなったことによるもので、2022年8月から全体を3工期に分け、以下の通りに行った。[10]

  1. 決勝戦直線中央部から1000m・1800mスタート地点のポケットの路盤改修（2022年8-9月）
  2. 決勝戦直線中央部から1000m・1200mスタート地点の路盤改修（2022年10月）
以上はクッション砂の砂厚12cmを維持し、砂も入れ替えない状態でレースを行う
  3. クッション砂を新材（砂厚12cmのまま）へ全面的に入れ替える工事（2023年10-11月）
- 直線（4コーナーからゴール板まで）：308m[11]
- コース幅：外コース 25メートル、内コース 20メートル[8]
- 距離設定：1000メートル、1200メートル、1400メートル（内）、1500メートル、1600メートル、1700メートル、1800メートル、2000メートル、2200メートル、2400メートル
  - 2400メートルはダイオライト記念のみで使用される。
  - 2200メートルは2019年11月1日の開催から使用される[12]。
  - 2000メートルは第3コーナーのポケットからスタートするが、2003年10月3日以降は使用されていない。
  - 1400メートルのみ内コースが使用される。しかし、内コースは2006年11月17日以降は使用されておらず、現在は調教用コースとして使用されている。
- 最大出走頭数（フルゲート）： 外コース14頭、内コース12頭
  - ただし外コースの1200メートルはフルゲート12頭である。

競馬場の開設時にはレースコースの内部に800メートルのオートレース用ダートトラックを併設しており、当所は日本最初のオートレースが開催された発祥の地にあたる。2017年10月29日、船橋競馬場場内に「オートレース発祥の地記念碑」の除幕式が行われて、パドックの近くに設置された。

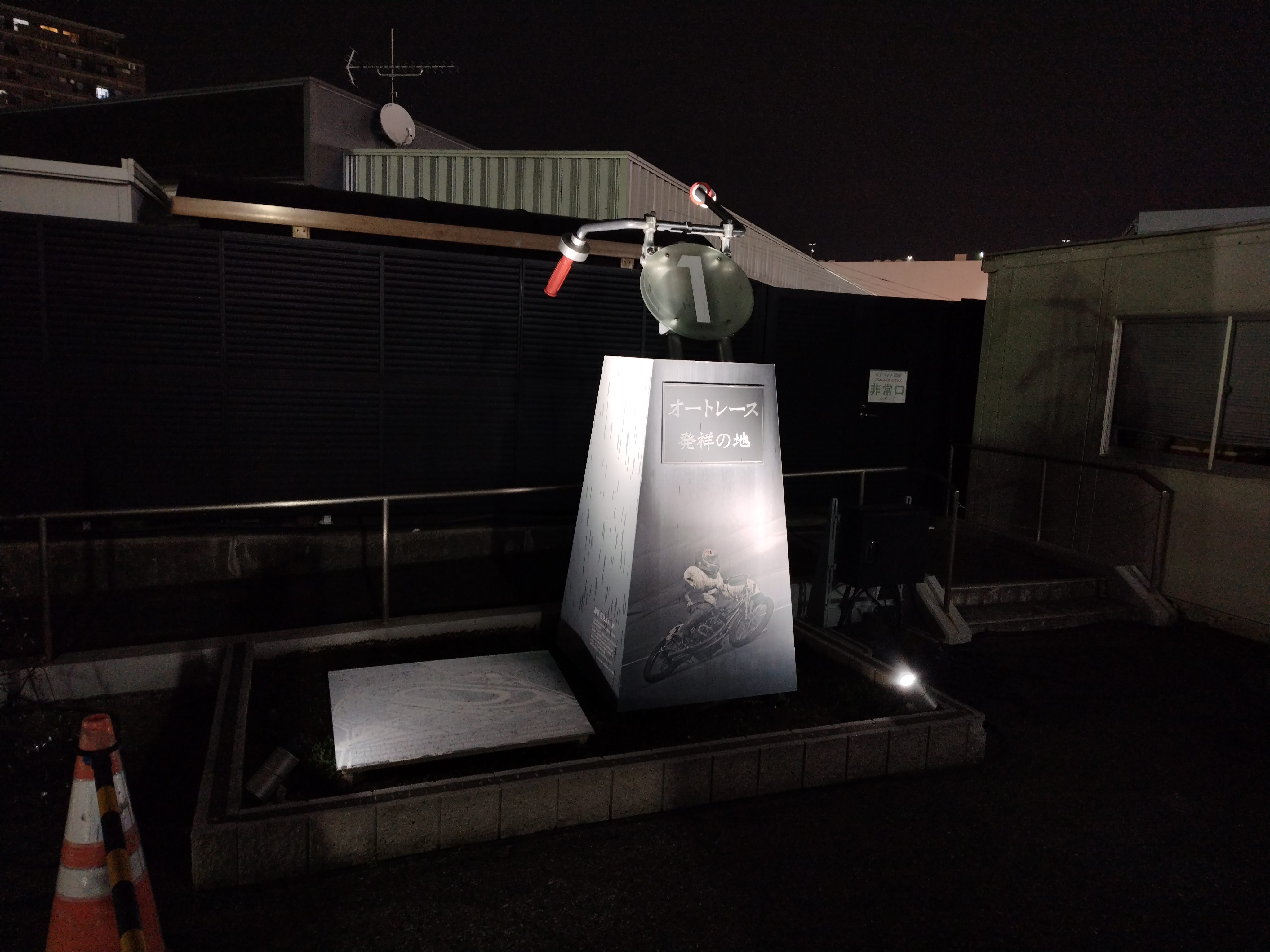
船橋競馬場内に設置された、オートレース発祥の地記念碑。

## 主な競走

### ダートグレード競走
- かしわ記念（JpnI）
- ダイオライト記念（JpnII）
- 日本テレビ盃（JpnII）
- マリーンカップ（JpnIII、牝馬限定）2024年より3歳以上から3歳に変更
- クイーン賞（JpnIII、牝馬限定）2024年より3歳以上から4歳以上に変更
- ブルーバードカップ（JpnIII）2024年よりダートグレード競走に格付け
- 2010年にはジャパンブリーディングファームズカップ（JBC）が開催されている。2025年にも開催予定。

### 重賞競走
- 京成盃グランドマイラーズ（SI、2021年よりSIIIからSIIに格上げし、さらに2025年からSIに昇格）
- 東京湾カップ（SII、2020年よりSIIIから格上げ）
- 習志野きらっとスプリント（SII、2018年にSIIIからSIIに格上げし2020年からSIに昇格したが、地方競馬スーパースプリントシリーズ終了に伴い、2024年からSIIに降格）
- 平和賞（SII、未来優駿対象競走、2024年よりSIIIから格上げ）
- 報知グランプリカップ（SIII）（ダイオライト記念トライアル）
- ネクストスター東日本（SIII、2024年より川崎・浦和との持ち回りで施行[13]）
- 若潮スプリント（SIII、2021年より重賞に格上げ）
- フリオーソレジェンドカップ（SIII、2023年より重賞に昇格）
- 船橋記念（SIII）

### 準重賞競走
- チバテレ盃（ブルーバードカップトライアル）（2022年度までは報知グランプリカップトライアルとして施行されていた）
- アクアマリンカップ（3歳・東京湾カップトライアル）
- 短夜賞
- 千葉日報賞スプリント
- アレキサンドライトカップ（3歳牝馬限定・マリーンカップトライアル（2024年より））
- ハートビートレイン（JRA交流）
- 夕刊フジ賞 クイーンズオーディション（クイーン賞トライアル・牝馬限定）2019年より新設（2023年はクイーンズフェスティバルとしても施行されていた）
- ハートビートカップ（3歳）

### その他競走
- 柏の葉オープン（2024年は施行されず）
- カムイユカラスプリント（船橋記念トライアル）
- ひまわり賞[注釈 10]（フリオーソレジェンドカップトライアル）
- ドレミスプリント（習志野きらっとスプリントトライアル 2023年までは閃光スプリントがトライアル競走であった）
- 桑島孝春記念
- ○○メモリアル（「〇」には船橋に所属し活躍した競走馬の馬名）

### 騎手招待競走
- ヤングジョッキーズシリーズ（2017年 - 、トライアルラウンドを開催）

### 船橋ジョッキーズフェスティバル
2021年初開催の船橋競馬所属騎手による年間王者決定戦である。4月の船橋競馬第1回開催から12月の第9回開催において、主に各開催の最終日の最終レースに能力が拮抗する馬を揃えた選抜競走を設定する。これをトライアルラウンドとし、各レースの着順に応じてポイントを与え、その合計ポイントによって翌1月の第10回開催に行われる決勝ラウンドへの出場権を争う。しかし2024年よりは各レースの勝利騎手9名と、ポイント上位4名による方式に変更された。冠スポンサーは八肥の会。
開催概要（2024年度）
- トライアルラウンド[15][注釈 11]

1. 第2回船橋競馬　第2日　第12競走　C2　2,200m（1st）
2. 第3回船橋競馬　第4日　第12競走　C2　1,800m（2nd）
3. 第4回船橋競馬　第4日　第12競走　C2　2,200m（3rd）
4. 第5回船橋競馬　第5日　第12競走　C2　1,800m（4th）
5. 第6回船橋競馬　第5日　第12競走　C3　1,700m

（5th）
1. 第7回船橋競馬　第1日　第12競走　C3  1,700m

（6th）
1. 第7回船橋競馬　第5日　第12競走　C2  2,200m

（7th）
1. 第9回船橋競馬　第1日　第12競走　C3　1,600m

（8th）
1. 第9回船橋競馬　第5日　第12競走　C2　1,700m

（9th）
- 決勝ラウンド[15]
  - 第10回船橋競馬　第5日　第12競走　C2 Final（1） 1,700m　
  - 第11回船橋競馬  第4日 第12競走  C2 Final（2） 2,200m

## 本馬場入場曲
創設から2018年2月までは、一般競走や特別競走の場合は「フェーアベリーン騎兵行進曲」を使用していた。重賞競走ではランダムで本馬場入場曲が決まっていた。ダートグレード競走は2008年まではランダムで本馬場入場曲が決まっていたが、2009年から2017年まではクイーンの「Don't Stop Me Now」を使用した。（クイーン賞が行われた2012年から2016年を除く）2018年3月から2024年6月までクイーン賞当日を除く、船橋競馬の本馬場入場曲は、THE NUGGETSの「ハートビートナイター」を全てのレースで使用した。同年7月から2025年3月までの開催は2023年からコンセプトムービーの主題歌スキマスイッチのOver Driverインストゥルメンタルバージョンとして使用され、。
2025年度第1回開催まで使用が継続された。
2025年5月の第2回開催からは、ASIAN KUNG-FU GENERATIONの「遥か彼方」が使用される。

### 使用曲一覧
- フェーアベリーン騎兵行進曲（（一般・特別競走）創設時〜2018年3月）
- Don't Stop Me Now（（ダートグレード競走）2009年〜2017年）
- ハートビートナイター（2018年3月〜2024年6月）[注釈 12]
- Over Driver インストゥルメンタルバージョン（2024年7月〜2025年4月）
- 遥か彼方　インストゥルメンタルバージョン（2025年5月〜）

## 施設情報

### 競馬場
- 住所：千葉県船橋市若松一丁目2番1号
- 入場料金：100円（15歳未満無料）（場外開催日は無料）
- 特別指定席
  - 改修前：738席、2,000円（入場料込み）
  - 改修後：250席、特別指定席は150席、3,000円（場外開催日は1,000円）。残りの100席は、4階のボックスルーム・フラットルーム・ワイドシート、屋外のウィナーズビューシート（ボックスルームが4人部屋・6人部屋共に6,000円（場外開催日は3,000円）8人部屋は12,000円、フラットルームは6,000円、ワイドシートとウィナーズビューシート（5人部屋）は3,000円である）[17]。
- 食事等：場内ではモツ焼き、モツ煮込み、牛スジ、牛もつ、豚もつ、焼きそば、あんかけ焼きそば、ジャンボ焼き鳥などが名物。また近隣には、蒙古タンメン中本、かつ庵、バーガーキング、はま寿司、焼肉ライク、すし銚子丸、敷地内にスーパーマーケットのオーケーがある。
- 周辺スポット：道路を挟んで向かいにららぽーとTOKYO-BAY、ビビット南船橋があり、南西に、ららテラスTOKYO-BAYや大型家具店イケア船橋、南東には厩舎地区（と谷津干潟）がある。

施設改修
2020年から競馬場施設の大規模改修が実施され、2025年3月31日に完成した。改修内容は以下の通り。
- スタンドの全面建て替え（2024年4月に完成）
- ららぽーとTOKYO-BAY側に入場口を新設（キャロッタ門）
- 馬と触れあえるエリアの新設

### J-PLACE船橋
2013年10月6日よりJRA勝馬投票券の発売を開始した。（2013年5月に完成した新投票所アタリーナにて。2022年2月からは新スタンドで発売。）
日曜開催のJRA各競馬場のメインレースを含む後半4Rが対象。（2021年3月21日までは各場メインレースのみ。土曜日に船橋競馬開催がある場合は、土曜日も発売。）開門および発売開始は11時00分で、発売締切は各競走発走時刻の4分前となる（前日発売は実施せず）。払戻時間はJ-PLACE船橋の発売時間の他、船橋競馬開催時、南関東場外発売時。

### 発売する馬券の種類
○…発売 ×…発売なし
|            | 単勝 | 複勝 | 枠番連複 | 枠番連単 | 普通馬複 | 馬番連単 | ワイド | 3連複 | 3連単 |
| ---------- | ---- | ---- | -------- | -------- | -------- | -------- | ------ | ----- | ----- |
| 船橋競馬場 | ○    | ○    | ○        | ○        | ○        | ○        | ○      | ○     | ○     |
| 払戻率     | 80%  | 80%  | 75%      | 75%      | 75%      | 75%      | 75%    | 72.5% | 72.5% |
| J-PLACE    | ○    | ○    | ○        | ×        | ○        | ○        | ○      | ○     | ○     |

### 場外発売所
- f-keiba成田 - サテライト成田内に、2012年7月19日開設。
- f-keiba木更津 - スパークルシティ木更津内（会員制・2013年4月1日開設）

上記2か所は「J-PLACE」としても運用されている。こちらは代替開催の場合を除く中央競馬全開催日・全レースを発売（前日発売の重賞も発売）。

## 厩舎
船橋競馬場に所属する厩舎は、競馬場のスタンド寄りの本厩舎とトラック向正面の海岸厩舎、船橋競馬場横にある千葉県道8号船橋我孫子線を潜った東側にある習志野厩舎に分かれている。かつては船橋競馬場の南側は砂浜で、船橋競馬場の所属馬はこの砂浜でも調教されていた。徐々に（隣地の谷津干潟を除いて）周辺を埋め立てたため、往時をしのぶことはできない。
2006年9月3日未明、場内南側厩舎地区で火災が発生し厩舎2棟を全焼、現役競走馬9頭が焼死した。焼死した競走馬の中には2003年8月の台風10号による北海道地区の被害に巻き込まれ、当時過ごしていた牧場から流されながらも生還したスーパーハリケーン（牡4歳・2勝）もいた。2008年6月23日未明にも火災が発生し厩舎兼厩務員宿舎1棟を全焼、現役競走馬9頭が焼死した。

## 所属騎手
後述にもあるように、規模と比較すると騎手の層が非常に厚く、名手と呼ばれる騎手が複数所属している。南関東4場の中でも「船橋所属」の騎手は（各場の勝ち頭クラスの騎手でない限り）一つ格上として見られることが多い。

| - 臼井健太郎 - 岡村健司 - 柿本量平 父は元騎手、元調教師の柿本政男 - 笠野雄大 - 川島正太郎 兄は調教師の川島正一 - 木間塚龍馬 - 小杉亮 - 澤田龍哉 - 實川純一 - 篠谷葵 - 庄司大輔 - 高橋利幸 | - 椿聡太 - 所蛍 - 仲野光馬 - 西村栄喜 - 野澤憲彦 - 濱田達也 - 張田昂 父は元騎手、現調教師の張田京 - 本田正重 - 本橋孝太 - 山口達弥 - 山中悠希 - 山本天翔 - 山本聡紀 兄は、岩手県競馬の山本政聡、山本聡哉。 |

### 過去の主な所属騎手
- 秋田実
- 石井勝男
- 石崎隆之
- 石崎駿 父は元騎手の石崎隆之
- 江川伸幸 現在は地方競馬教養センターの教官
- 甲斐年光
- 柿本政男[21]
- 川島正行[22]
- 木佐貫泰佑
- 桑島孝春
- 甲賀弘隆（旧姓塚本）現在は、金沢競馬に所属。 弟は高知県競馬の塚本雄大（故人）、岩手県競馬の塚本涼人、愛知県競馬の塚本征吾
- 齊藤敏
- 左海修三 兄は左海誠二
- 左海誠二[23]
- 坂本昇
- 佐々木清明
- 佐藤隆[24]
- 佐藤賢二[25]
- 佐藤祐樹
- 佐藤裕太
- 椎名廣明
- 武井秀治（早田秀治）
- 田中力
- 中野省吾 マカオ競馬→シンガポール競馬を経て、現在はマレーシア競馬で騎手を続けている
- 西山裕貴 高知競馬場に移籍。現在は同場で調教師
- 林謙佑 現在は高知競馬場所属
- 林幻
- 張田京
- 本多正賢[26]
- 松代眞
- 森勇
- 森泰斗
- 矢内博
- 山頭信義
- 山下貴之
- 山田信大
- 山中尊徳
- 矢野義幸
- 山本学
- 横川尚央 兄は大井競馬の横川怜央
- 米谷康秀
- 脇田創

## 所属調教師
日本のホースマンの始祖とされる函館大経の函館一族の者が調教師として在籍する全国唯一の競馬場である（凾館一昭調教師が在籍）。第1回東京優駿の優勝騎手である函館孫作は戦後、この競馬場に厩舎を置いていた。
川島正行はNARグランプリの最優秀調教師賞を複数回受賞している。
森始は久留里藩家老森家の一族で、函館、高松厩舎と並ぶ千葉県最古の厩舎である。同じく船橋競馬場の調教師であった父の森茂が戦前、千葉県君津市に競馬場をつくり、競馬法施行に伴い柏競馬場を経て船橋競馬場の開設に携わり、高松宮宣仁親王へ来臨を招請し開場翌年に視察を賜った。

## テレビ中継

### 放送体制
- スカパー!の南関東地方競馬チャンネル（Ch.120、Ch.678）では全レースを放送している（Ch.120は標準画質からHD放送への移行にともない、2014年5月31日にて放送終了。詳細は南関東地方競馬中継を参照）。
- 2012年4月からはダートグレード競走を、同年10月からは重賞競走をグリーンチャンネルで放送している（詳細はグリーンチャンネル地方競馬中継を参照）。
- 2000年代前半までは、チバテレビが1時間枠で生中継を行っていた（進行は耳目社のアナウンサー。パドック、本馬場入場、レース実況は場内ビジョンのものと同一）。中継当日（1990年代までは開催当日）の夜には「船橋競馬ダイジェスト」が放送されていた。
- 2010年4月12日から、チバテレビの地上デジタル放送のマルチ編成（032チャンネル）を使用した「船橋競馬中継」が放送されている（2012年度は放送無し、2013年度再開）。放送内容は南関東地方競馬中継のサイマル放送。

## 事故
- 2004年6月7日、場内で2歳馬の引き運動をしていた函館喜弘調教師が、突然暴れ出した管理馬に胸部を強く蹴られて外傷性心破裂により死亡した[27]。

## 備考
- 同じ船橋市内には中央競馬の中山競馬場が存在（一部敷地が隣の市川市内にかかる）するうえ、船橋競馬場では周辺環境との兼ね合い（周辺スポットを参照）で土曜・日曜開催やナイター開催ができず、集客的に不利な側面があった[28]。2006年からは薄暮競走が行われており、2012年6月18日の開催から「オレンジレース」と愛称をつけた[29]。なお発走時刻は月別に決まっているが、2009年は開催別に変更した。
  - 2006年から2008年までは3開催10日前後の開催。
  - 2009年は6月8日から9月3日まで（3開催13日間）。
  - 2010年は6月7日から8月27日まで（4開催15日間）。
  - 2011年は6月20日から8月24日まで（3開催11日間）。
  - 2012年は4月2日から9月2日まで（6開催24日間）。
  - 2013年は7月15日から8月7日まで（2開催6日間）。
- 2014年は3月21日（春分の日）に本場開催が当初予定されていたが、この日に中央競馬（中山・中京）が組み込まれ、日程重複が生じることになったため、上記の理由でこの日の本場開催を中止し、J-PLACEとしての場外馬券発売のみを行った。
- 2003年にはダーレー・ジャパン・レーシングが馬主として初進出（船橋競馬場が第1号）。2005年には所有馬であるシーチャリオットが南関東二冠を制した。2006年の全日本2歳優駿ではフリオーソが勝ち初めて日本国内の統一GIレース制覇を果たし、2007年のジャパンダートダービーもJpn（G）I制覇し3歳ダート路線の頂点に立ち、2008年と2010年の帝王賞を制している。
- 船橋競馬は馬券の結果が堅く収まることが他と比較して少なく、中穴・大穴の配当が割合出やすい競馬場として知られている。これは枠により不利を受けにくいコース形態もさることながら、船橋競馬所属の騎手の層が規模と比較して非常に厚いことも影響している。腕達者なジョッキーたちの争いに魅せられるファンも多い。2009年2月4日には当時の公営競技最高記録となる1911万0000円の超高額配当を記録している。
- 2010年の4月開催より場内映像がハイビジョン化される。
- 2011年の10月開催より、個人協賛競走が実施されるようになった。開催1日につき最大2競走まで実施（特別競走・重賞競走は対象外）で、協賛金として3万円が必要となる[30]。なお著作権にかかわる名称については使用不可能となった。現在は個人協賛競走は募集停止中。企業・団体協賛は引き続き重賞日を除く原則1レースを対象として募集している
- 2014年7月29日に千葉県競馬組合がナイター競走を導入することを発表し、2015年春に設備を完成させ、同年6月15日よりナイター競走を開始した。開催期間は4月から12月までの予定で期間中は従来通り、昼間開催も検討している。組合によると、園田競馬場（そのだ金曜ナイター）の成功事例を踏まえて導入に踏み切ったとのこと[31]。このナイター競走の愛称は一般から公募し、「ハートビートナイター」[32]に決定した。2018年度からは通年で開催されている[33]。なお2021年までは、年度によるがゴールデンウィークにかかる期間は、日中開催で行われた事もある。
- 2016年4月8日より、廃止された船橋オートレース場内にあった競輪場外『サテライト船橋』が競馬場の駐車場内に移転し、オートレース場外『オートレース船橋』も併設し「船橋場外」としてオープンしている。
- 2020年8月26日に本競馬場所属騎手数人から新型コロナウイルスの感染が確認された。このため、同年8月31日から9月4日まで予定していた令和2年度第6回船橋競馬の開催が全て取りやめとなった[34]。
- 2020年3月開催から新型コロナウィルス対策として2022年2月まで一部の期間（令和2年度第8回・第9回開催）を除き無観客競馬を継続していた。

## 開催実績
近年の開催実績は以下のとおりである。
| 年度               | 日数 | 増減 | 入場人員 | 入場人員 | 入場人員 | 入場人員 | 総売得金       | 総売得金 | 総売得金      | 総売得金 | 備考                 |
| 年度               | 日数 | 増減 | 入場人員 | 前年比   | 1日平均  | 前年比   | 総売得金       | 前年比   | 1日平均       | 前年比   | 備考                 |
| ------------------ | ---- | ---- | -------- | -------- | -------- | -------- | -------------- | -------- | ------------- | -------- | -------------------- |
| 1990年（平成02年） | 64   |      |          |          |          |          | 50,809,549,300 |          | 793,899,210   |          |                      |
| 2005年（平成17年） | 52   | −2   | 247,272  | 83.2%    | 4,755    | 86.4%    | 31,822,396,700 | 97.2%    | 611,969,170   | 101.0%   |                      |
| 2006年（平成18年） | 54   | 2    | 241,585  | 97.7%    | 4,474    | 94.1%    | 34,814,152,700 | 109.4%   | 644,706,530   | 105.3%   |                      |
| 2007年（平成19年） | 55   | 1    | 228,729  | 94.7%    | 4,159    | 93.0%    | 37,937,979,100 | 109.0%   | 689,781,440   | 107.0%   |                      |
| 2008年（平成20年） | 54   | −1   | 218,647  | 95.6%    | 4,049    | 97.4%    | 38,324,078,500 | 101.0%   | 709,705,160   | 102.9%   |                      |
| 2009年（平成21年） | 54   | 0    | 208,059  | 95.2%    | 3,853    | 95.2%    | 36,018,506,900 | 94.0%    | 667,009,390   | 94.0%    |                      |
| 2010年（平成22年） | 49   | −5   | 207,901  | 99.9%    | 4,243    | 110.1%   | 32,699,927,100 | 90.8%    | 667,345,450   | 100.1%   | JBC開催年度          |
| 2011年（平成23年） | 48   | −1   | 170,536  | 82.0%    | 3,553    | 83.7%    | 29,999,491,700 | 91.7%    | 624,989,410   | 93.7%    |                      |
| 2012年（平成24年） | 54   | 6    | 161,908  | 86.9%    | 2,998    | 84.4%    | 32,702,282,400 | 109.0%   | 605,597,820   | 96.9%    |                      |
| 2013年（平成25年） | 52   | −2   | 162,196  | 100.2%   | 3,119    | 104.0%   | 32,998,881,100 | 100.9%   | 634,598,870   | 104.8%   |                      |
| 2014年（平成26年） | 54   | 2    | 169,248  | 104.3%   | 3,134    | 100.5%   | 35,734,743,390 | 108.3%   | 661,754,510   | 104.3%   |                      |
| 2015年（平成27年） | 54   | 0    | 186,158  | 110.0%   | 3,447    | 110.0%   | 43,196,157,340 | 120.9%   | 799,928,840   | 120.9%   | ナイター競馬開始年度 |
| 2016年（平成28年） | 55   | 1    | 168,736  | 90.6%    | 3,068    | 89.0%    | 49,141,395,830 | 113.8%   | 893,479,920   | 111.7%   |                      |
| 2017年（平成29年） | 57   | 2    | 189,906  | 112.5%   | 3,332    | 108.6%   | 54,469,806,920 | 110.8%   | 955,610,650   | 107.0%   |                      |
| 2018年（平成30年） | 56   | −1   | 173,160  | 91.2%    | 3,092    | 92.8%    | 58,163,566,710 | 106.8%   | 1,038,635,120 | 108.7%   |                      |
| 2019年（令和元年） | 59   | 3    | 196,341  | 113.4%   | 3,328    | 107.6%   | 67,513,017,540 | 116.1%   | 1,144,288,430 | 110.2%   |                      |
| 2020年（令和02年） | 52   | −7   | 1,066    | 0.5%     | 21       | 0.6%     | 70,088,276,860 | 103.8%   | 1,347,851,480 | 117.8%   |                      |
| 2021年（令和03年） | 59   | 7    | 7,463    | 700.1%   | 126      | 617.0%   | 88,674,434,730 | 126.5%   | 1,502,956,520 | 111.5%   |                      |
| 2022年（令和04年） | 60   | 1    | 106,940  | 1432.9%  | 1,782    | 1409.1%  | 94,739,607,600 | 106.8%   | 1,578,993,460 | 105.1%   |                      |
| 2023年（令和05年） | 60   | 0    | 133,563  | 124.9%   | 2,226    | 124.9%   | 96,208,141,670 | 101.6%   | 1,603,469,030 | 101.6%   |                      |
| 2024年（令和06年） | 65   | 5    | 181,113  | 135.6%   | 2,786    | 125.6%   | 99,475,988,150 | 103.4%   | 1,530,399,820 | 95.4%    |                      |

地方競馬では川崎競馬場に次いで入場人員が多く、高知競馬場に次いで売得金額が高い競馬場である。売得金額は2011年度に300億円を下回ったが、ナイター競馬を開始した2015年度に400億円を上回った。2017年度売得金額は過去最高額の544億6980万6920円を記録。それまでの最高額だった1990年度の508億954万9300円を上回り、27年ぶりに過去最高額を更新した。その後も増加傾向が続き、2022年度は売得金額が900億円を初めて上回った。

## 交通

### 公共交通機関

#### 鉄道
- 京成本線「船橋競馬場駅」下車、徒歩5分
- 京葉線（JR東日本）「南船橋駅」下車、徒歩10分
  - 南船橋駅南口バスターミナルより「船橋場外」向けの無料送迎バス（1時間3本程度）が利用可能

### 自動車

#### 高速道路
- 首都高速小松川線・京葉道路 花輪インターチェンジ
- 首都高速湾岸線・東関東自動車道 谷津船橋インターチェンジ

#### 一般道路
- 東京湾岸道路（国道357号）
- 千葉県道8号船橋我孫子線

#### 駐車場
- 駐車場は1日500円（最初の30分は無料。ただしオーケー船橋競馬場店・「船橋場外」と共用で料金変動あり）
  - ららぽーとTOKYO-BAYやIKEAなどの大型商業施設が至近距離に密集しており、休日は周辺の渋滞が激しい。